# Koa
Koa (Acacia koa) tillhör akaciasläktet och är stora träd ibland upp till 35 meter höga på Hawaiiöarna, främst Hawaii, Maui och Oahu.

## Galleri

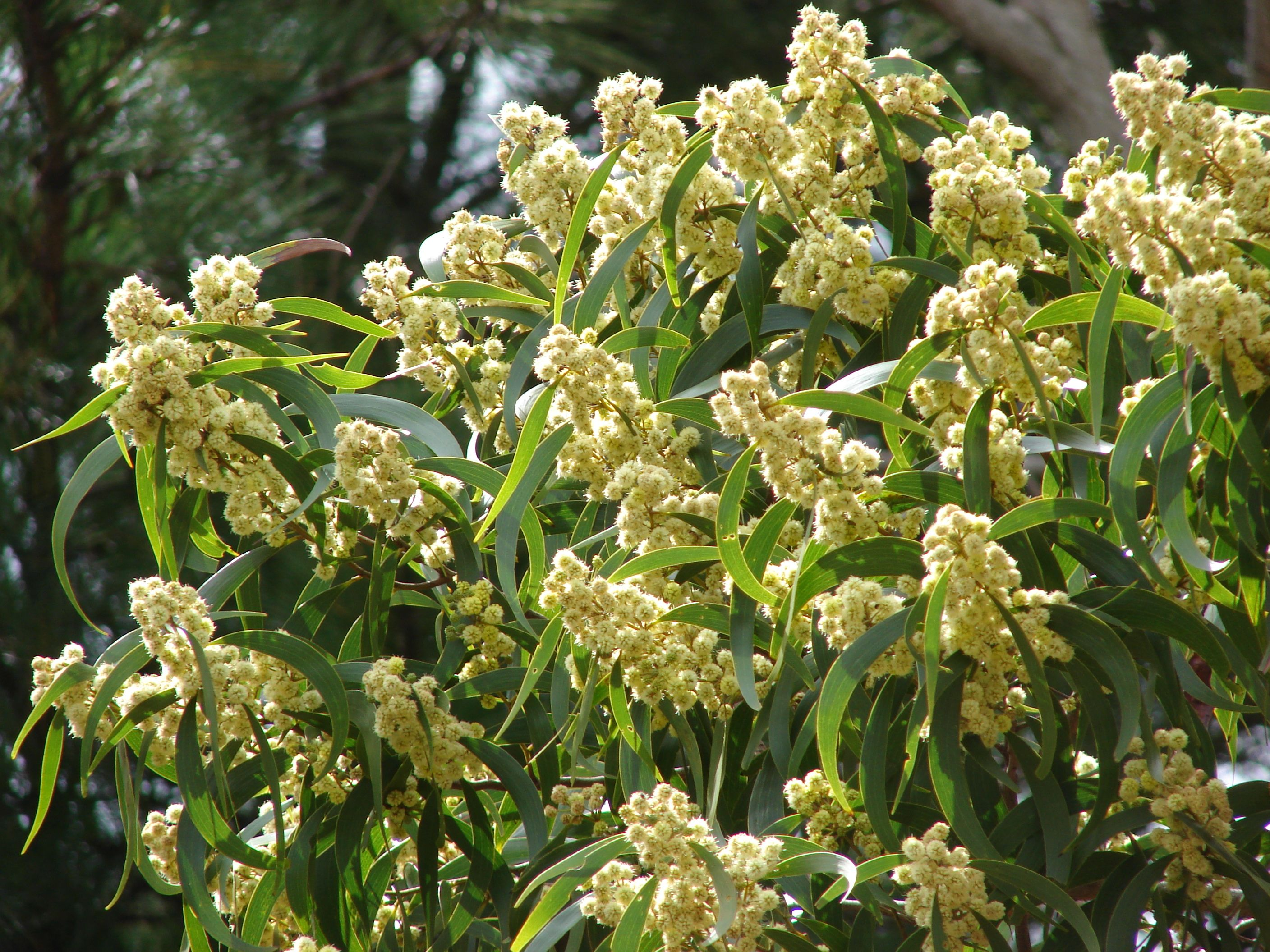
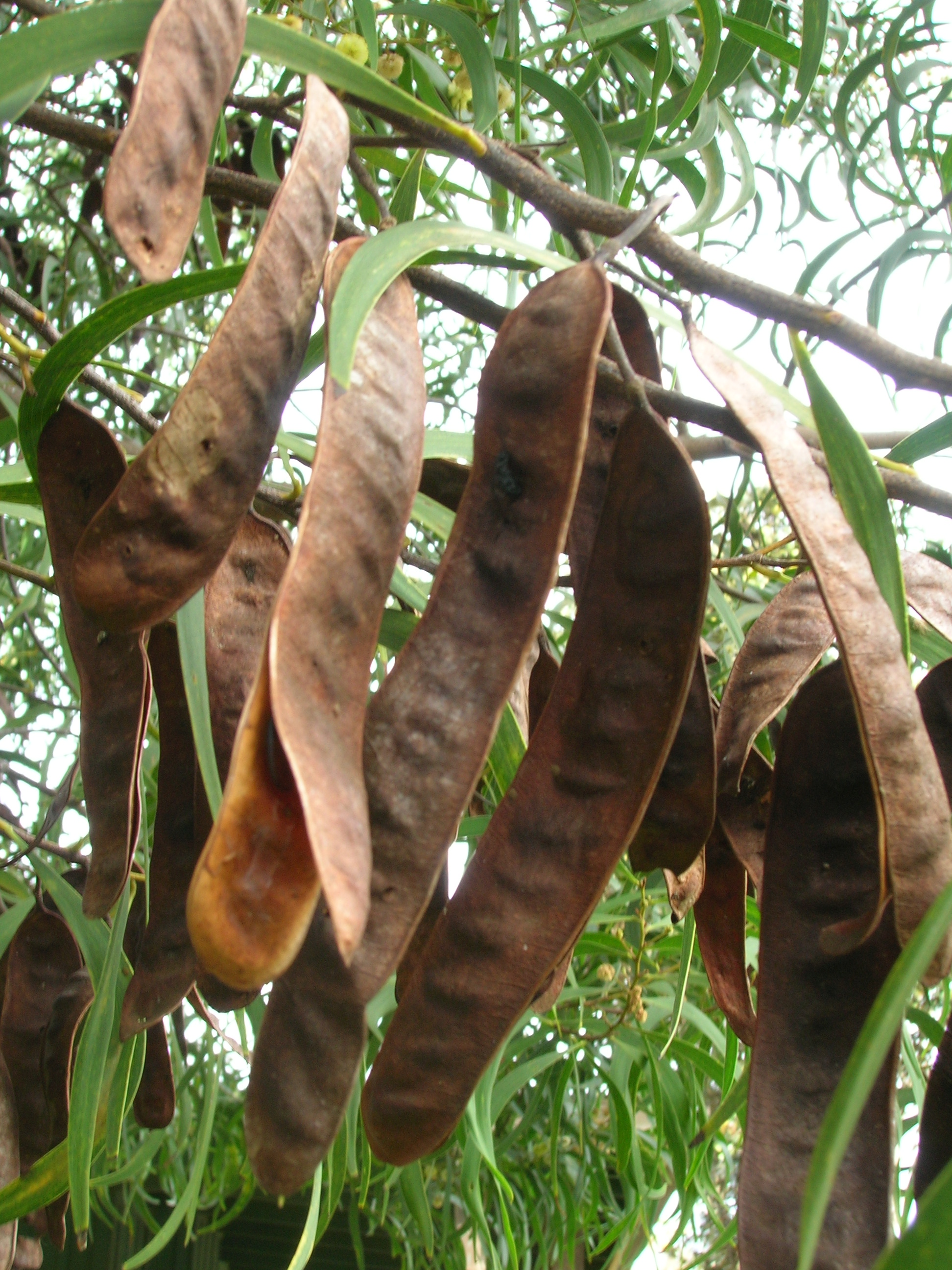
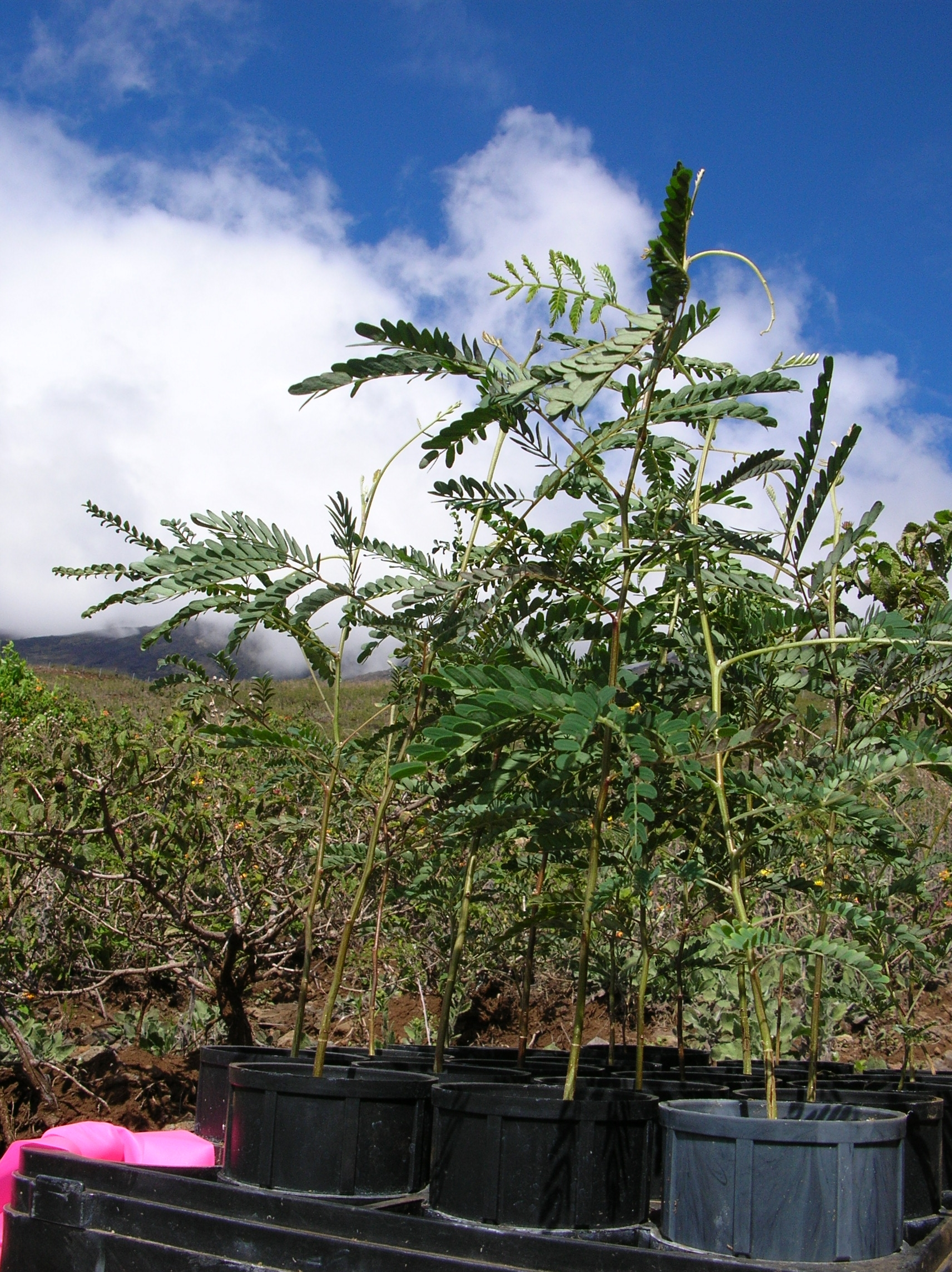
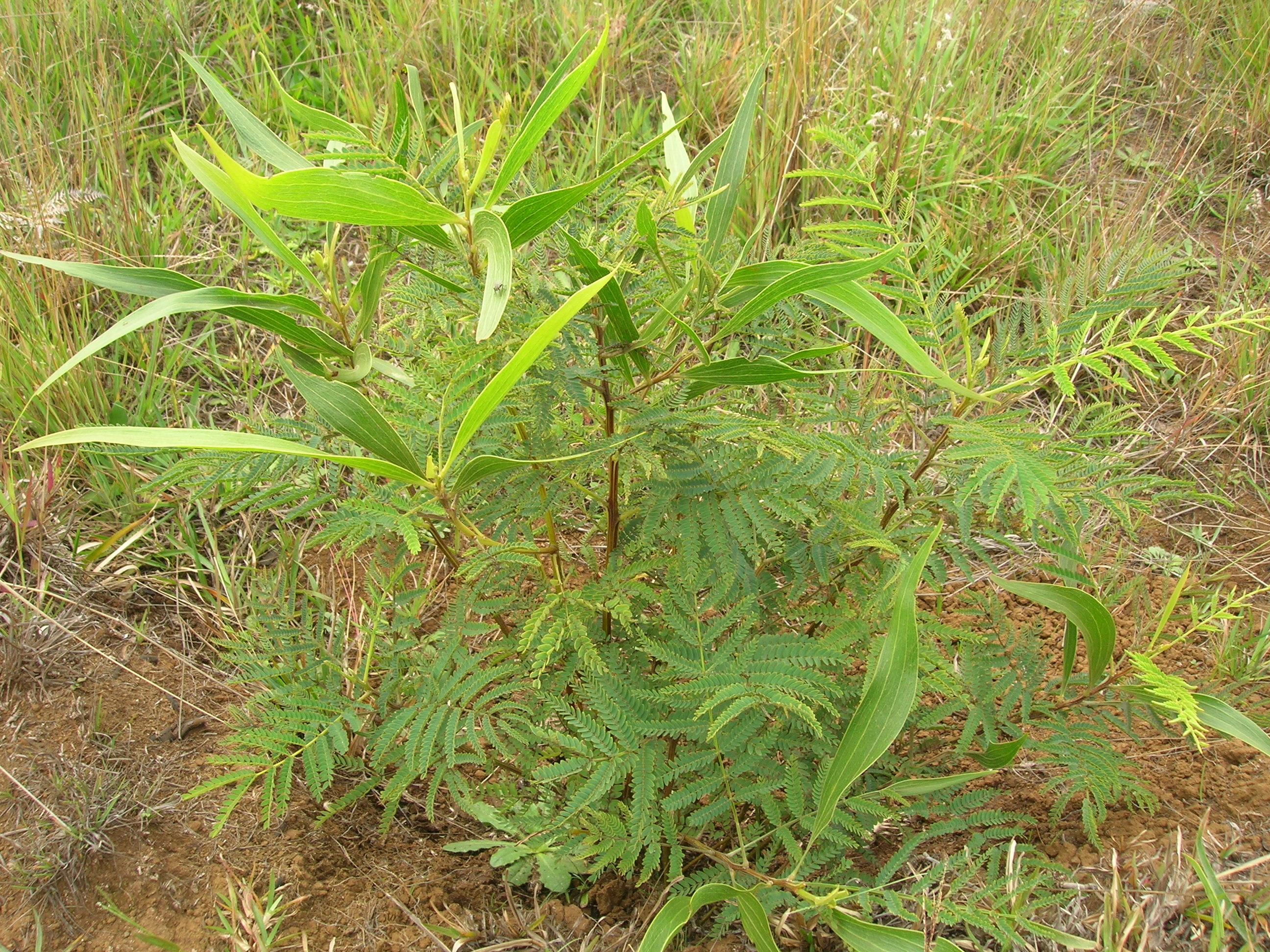
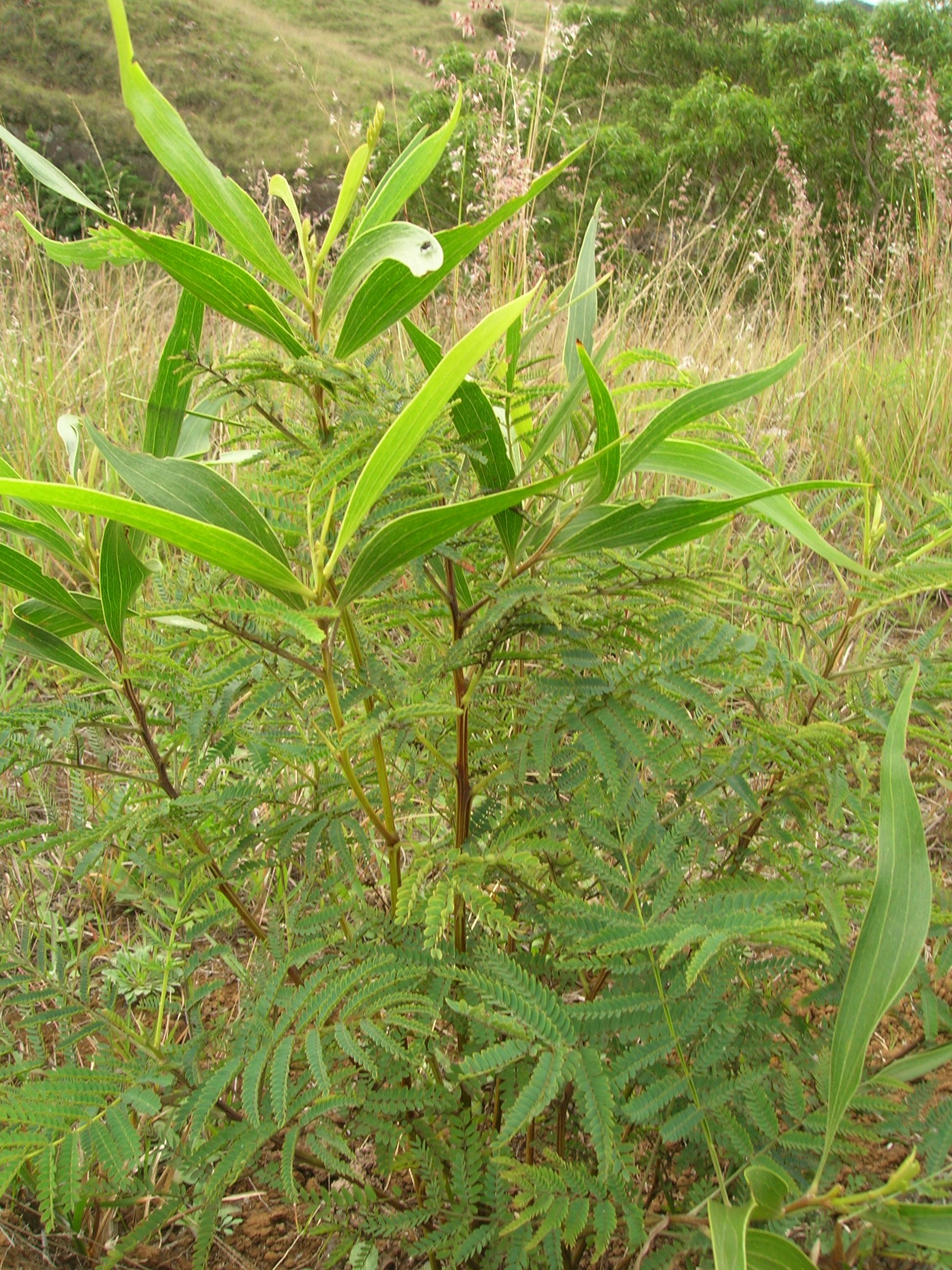
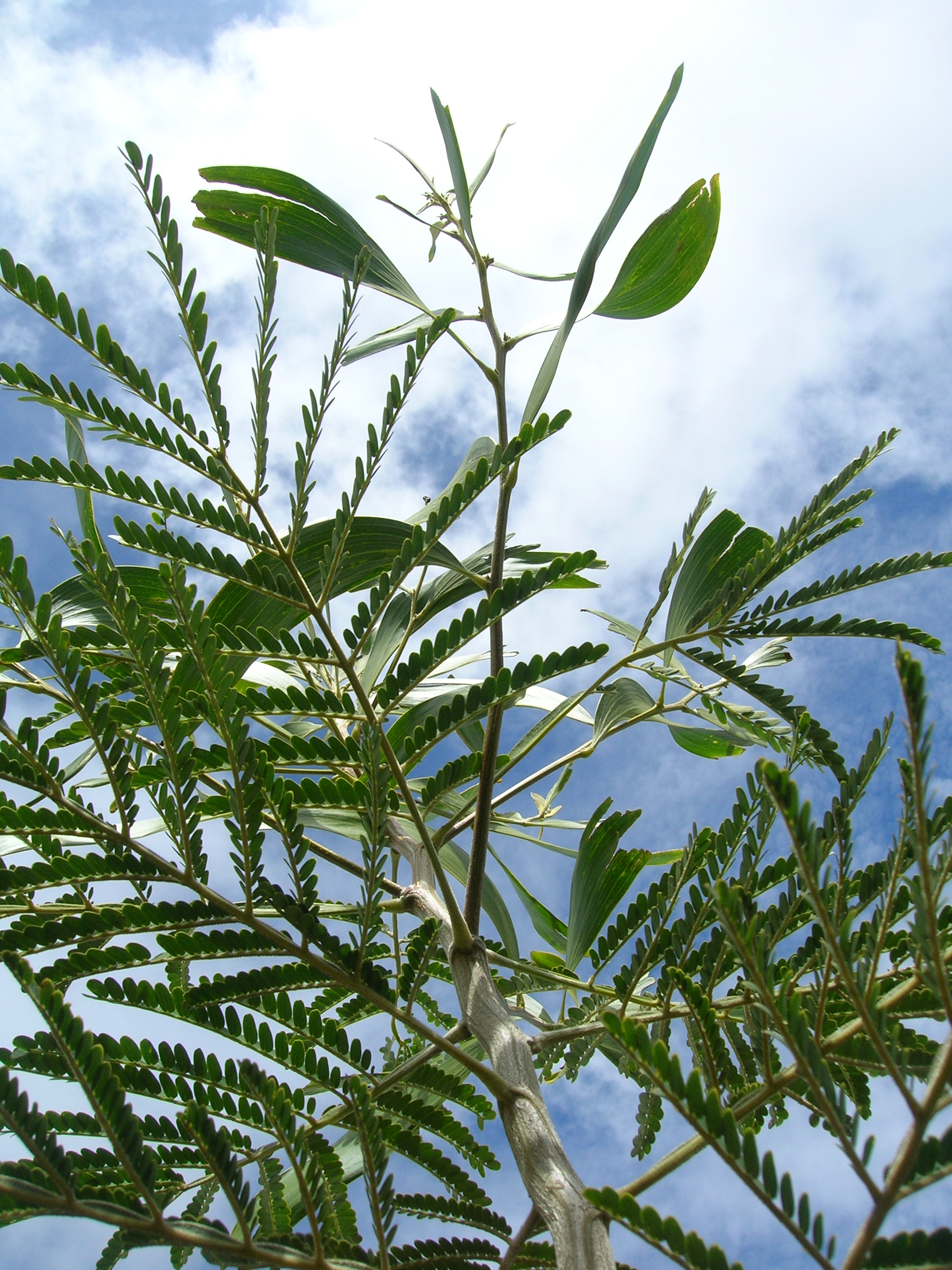
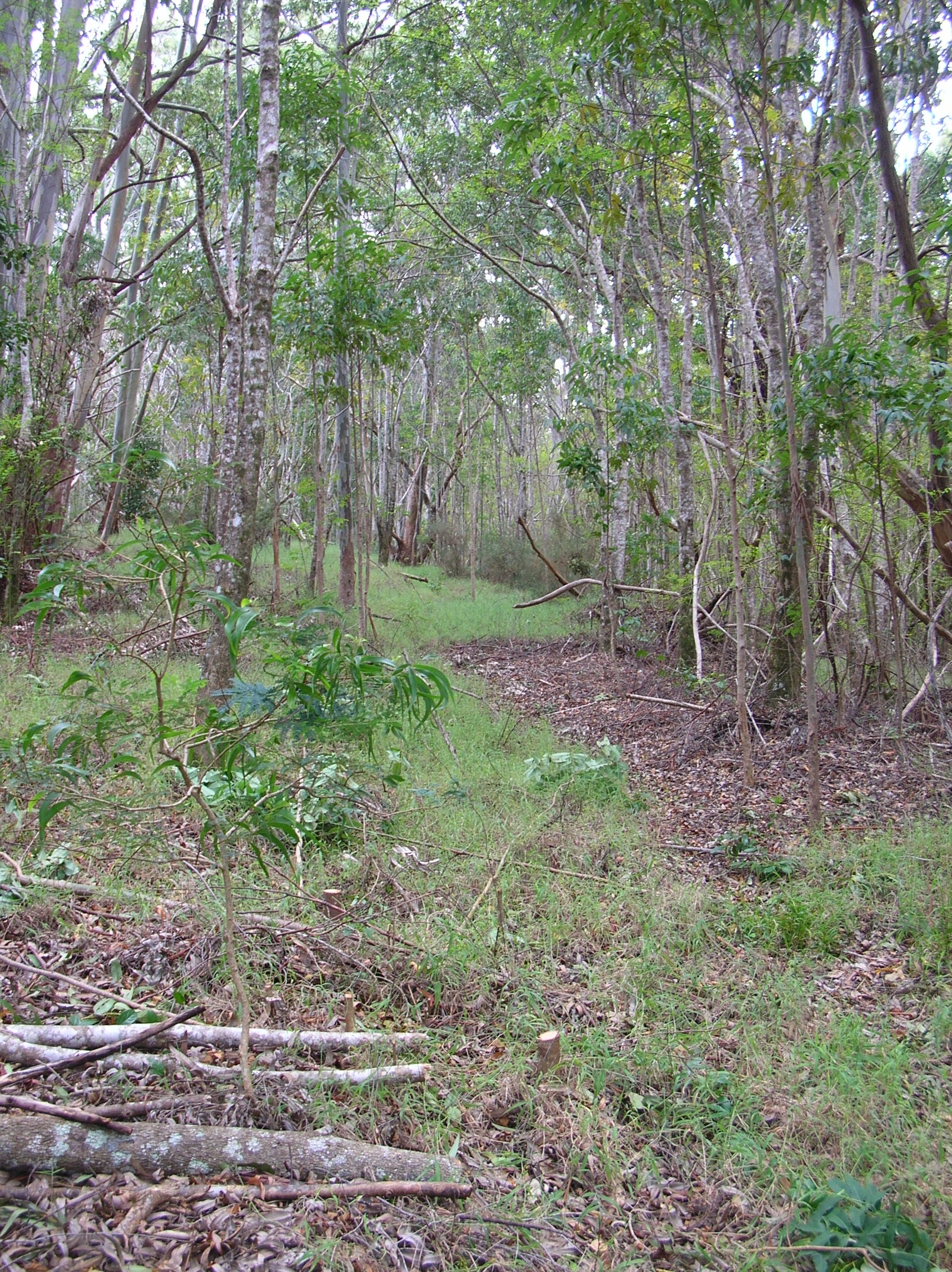
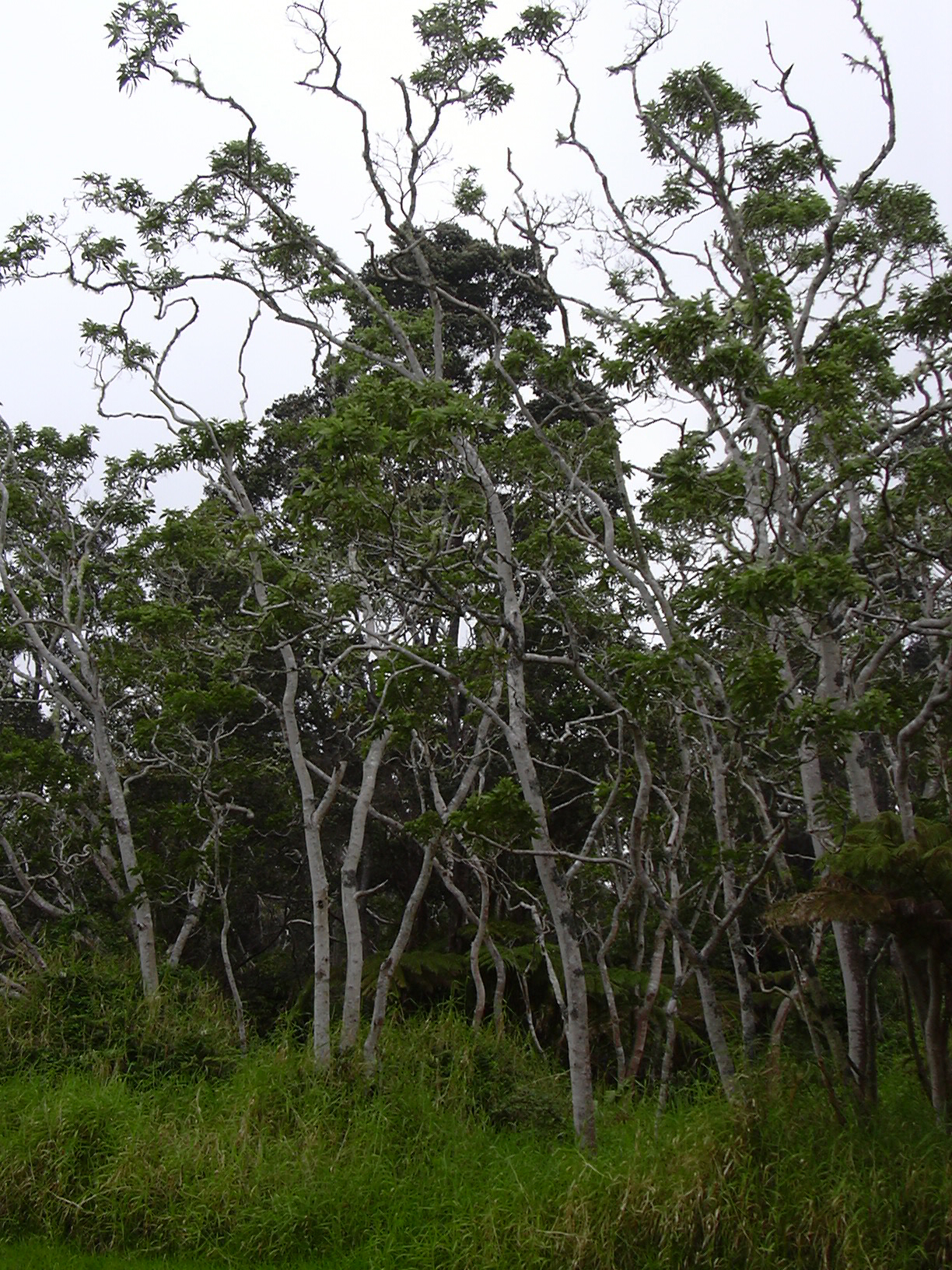
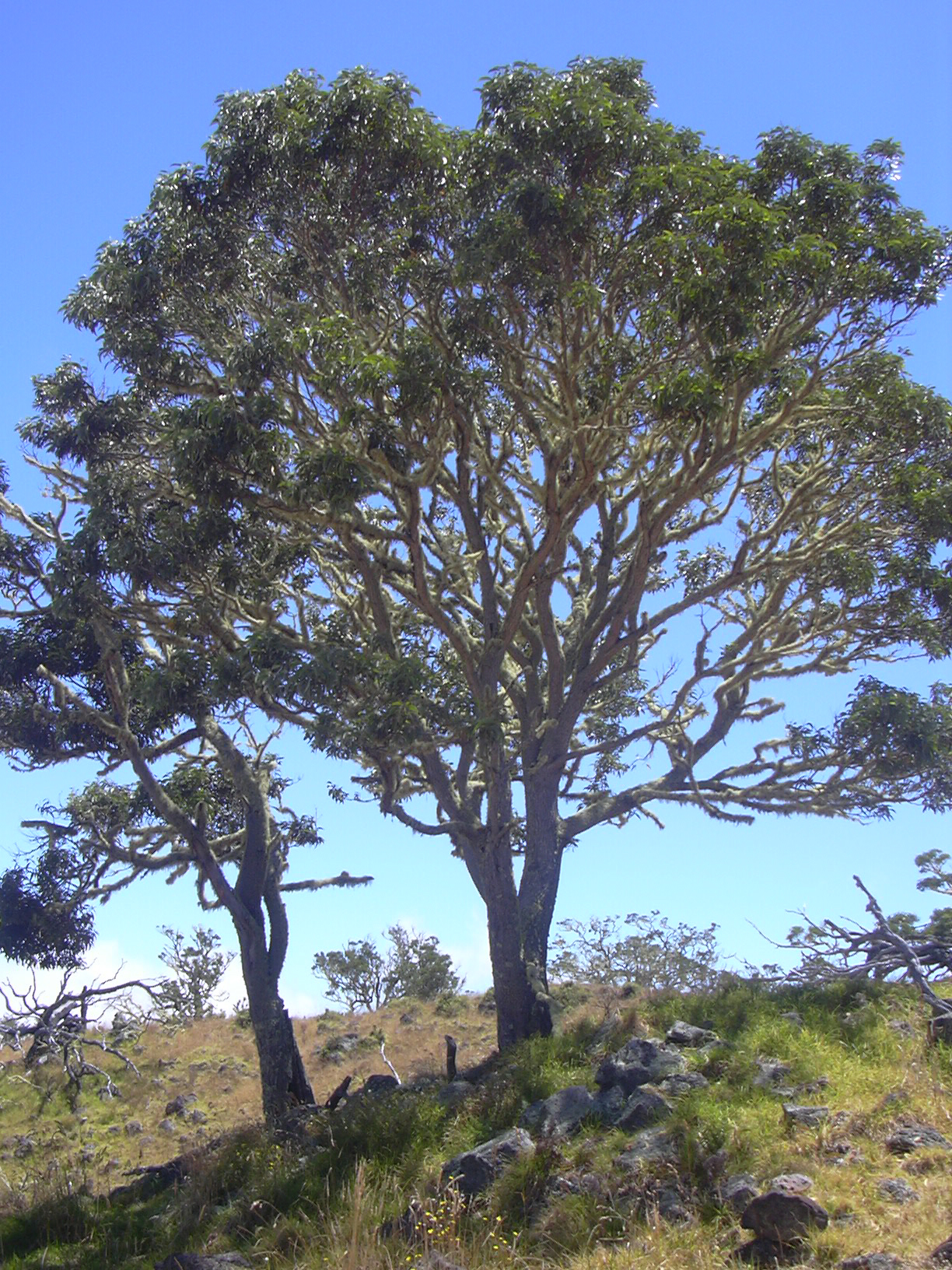
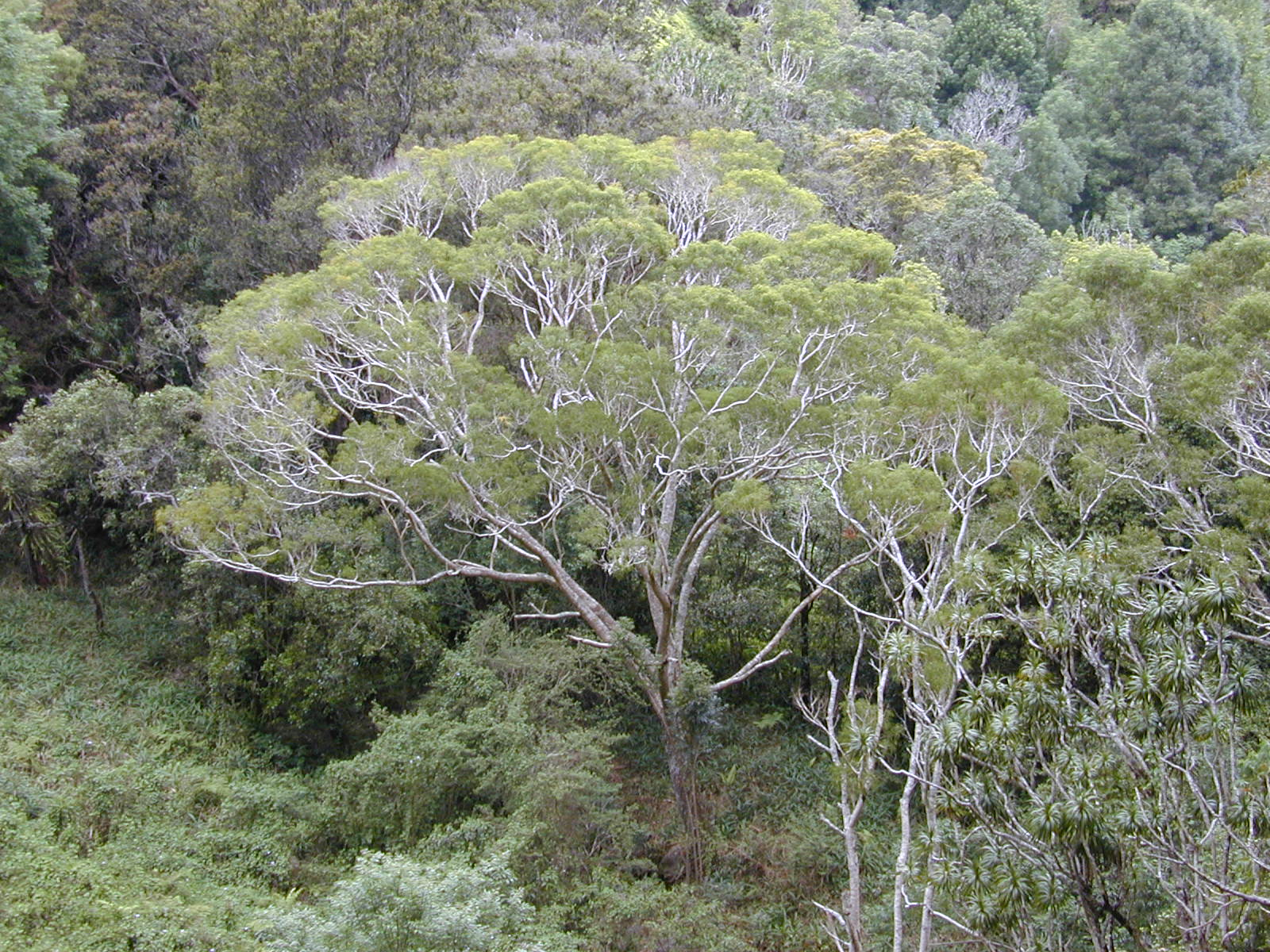
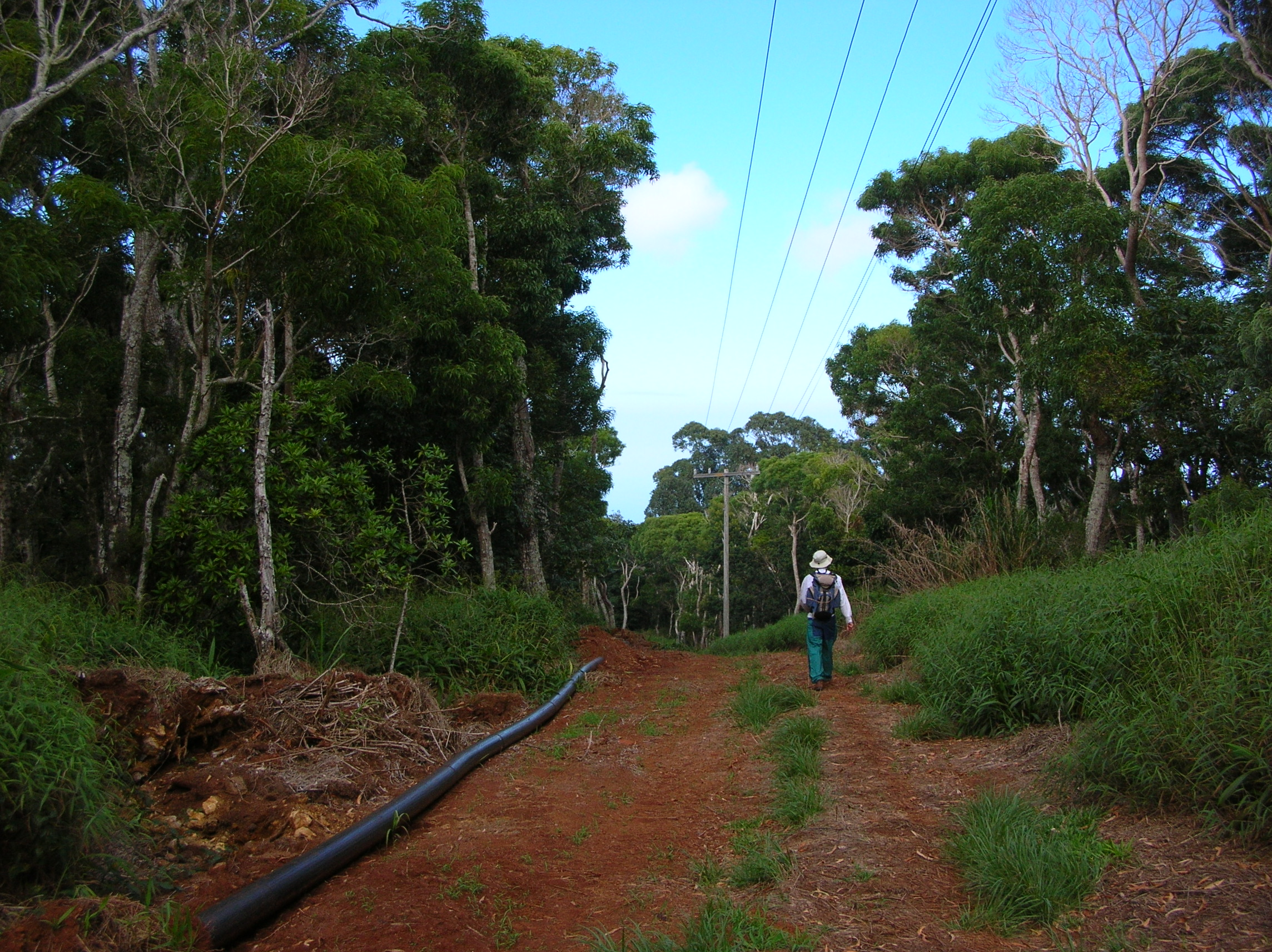
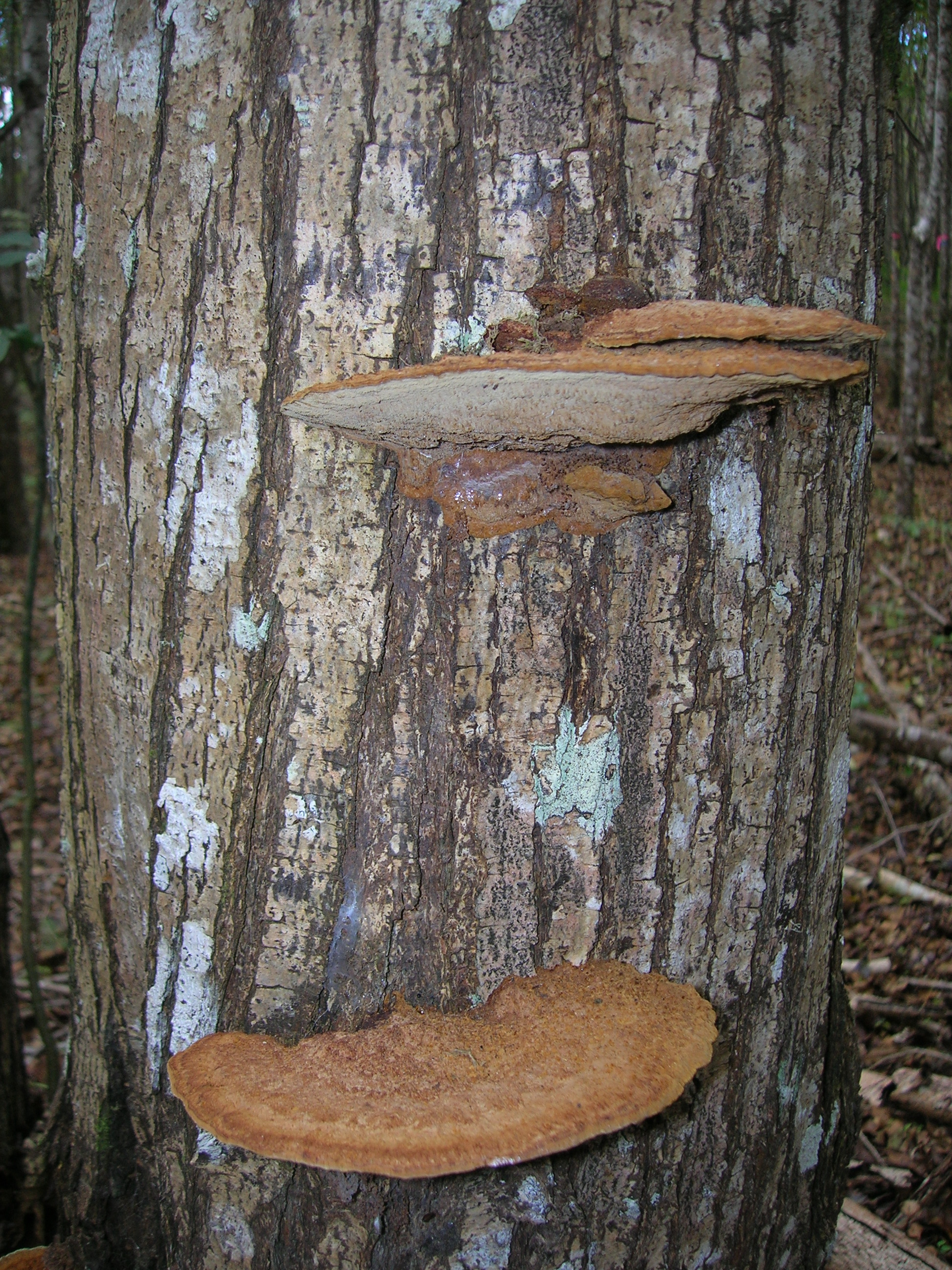
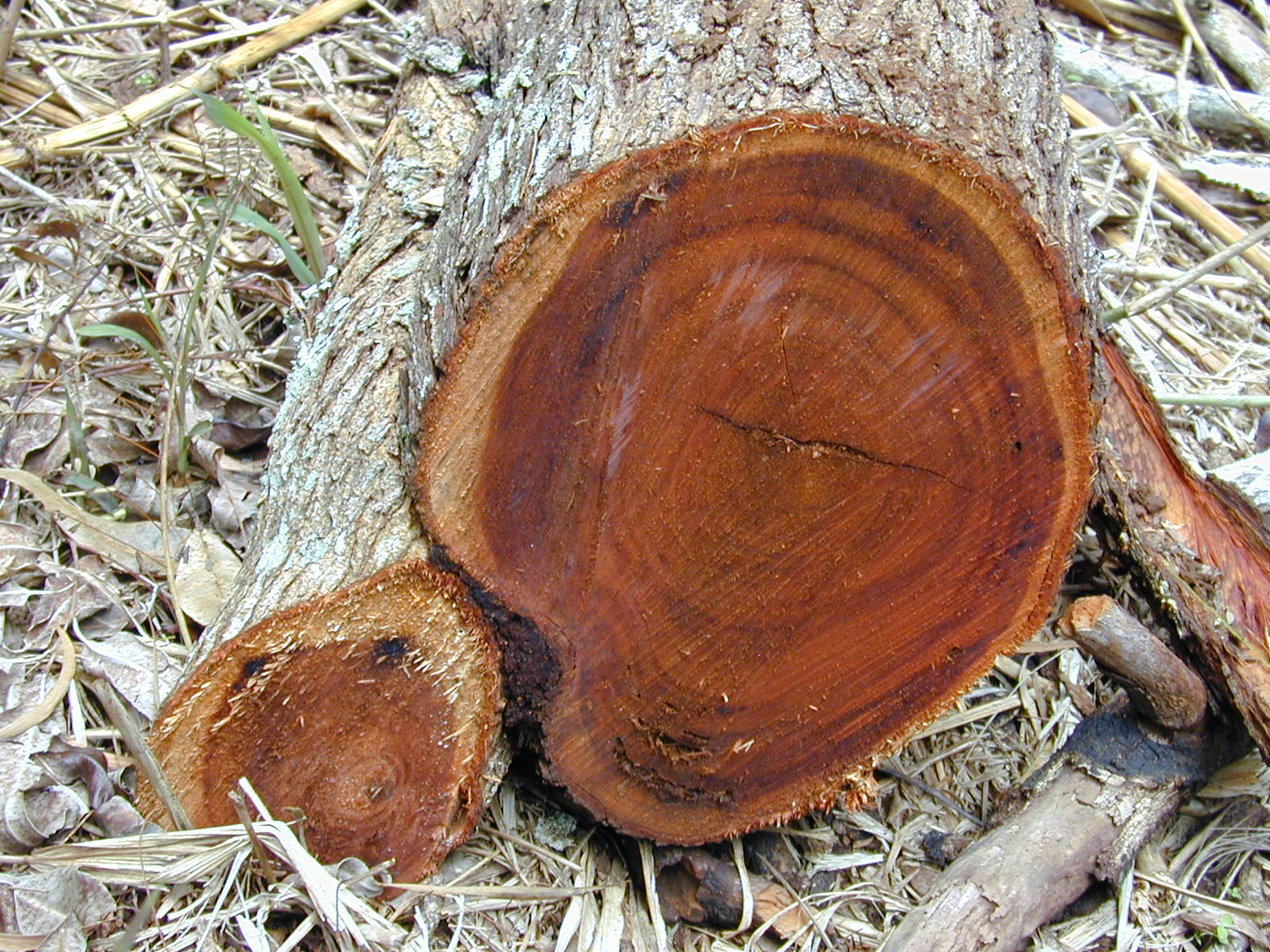
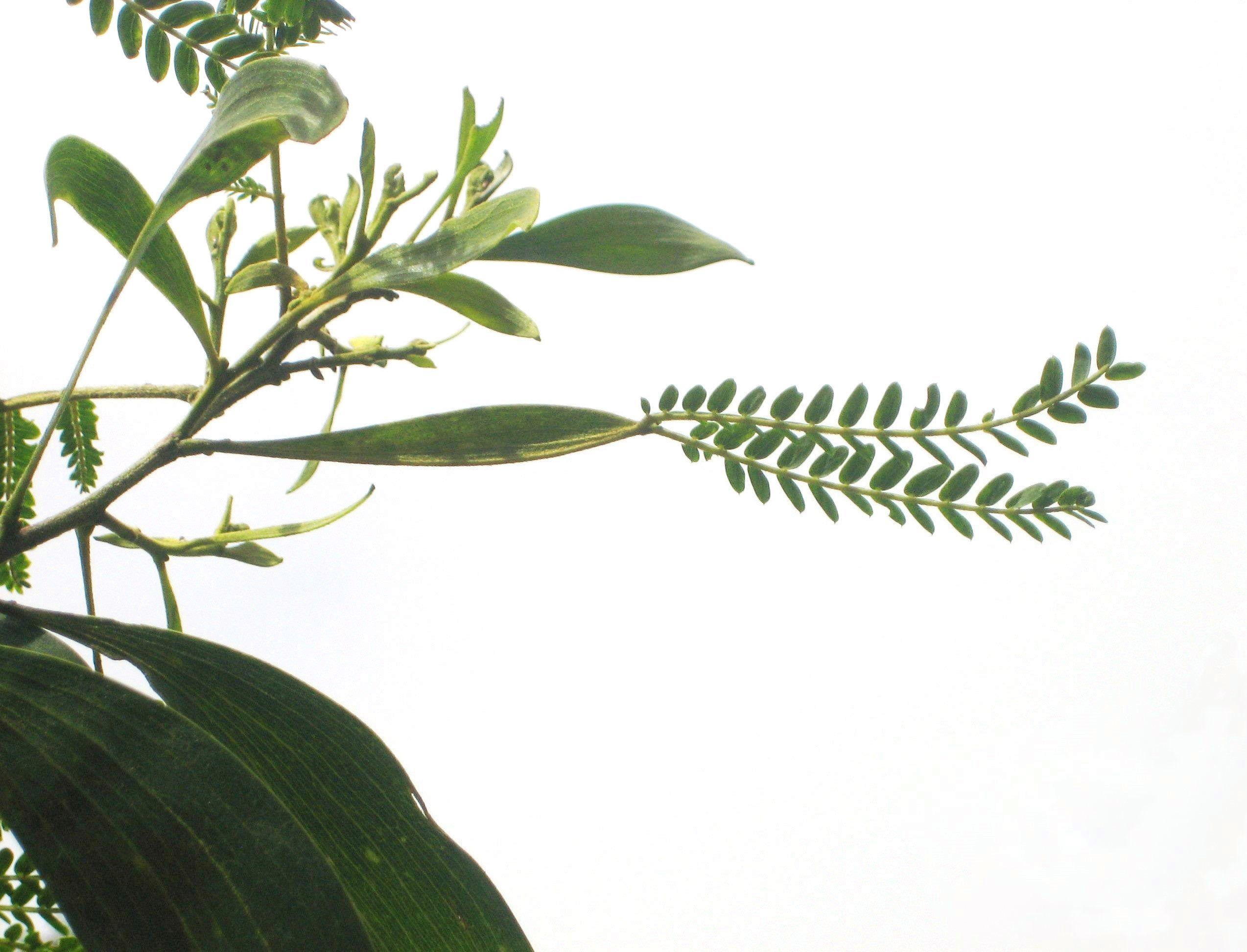